# Kakodíki (La Canée)
Kakodíki, en grec moderne : Κακοδίκι, est un village du dème de Kándanos-Sélino, dans le district régional de La Canée, de la Crète, en Grèce. Selon le recensement de 2011, la population de Kakodíki compte 14 habitants. Le village est situé à une altitude de 300 m et à une distance de 65 km de La Canée.

## Recensements de la population
| Recensements | 1900 | 1920 | 1928 | 1940 | 1951 | 1961 | 1971 | 1981 | 1991 | 2001 | 2011 |
| ------------ | ---- | ---- | ---- | ---- | ---- | ---- | ---- | ---- | ---- | ---- | ---- |
| Population   | 98   | -    | 566  | 228  | 148  | 57   | 50   | 36   | -    | 38   | 14   |